# 加納竜
加納 竜（かのう りゅう、1956年3月26日 - ）は、日本の俳優・元アイドル歌手。広島県安佐郡安古市町（現：広島市安佐南区）出身。血液型はO型。本名：山地弘之。所属事務所は、しまだプロダクション（2015年4月現在）。2018年より大阪芸術大学短期大学部メディア・芸術学科舞台芸術コース教授を務めている。

## 人物
父親は郵政省に勤務。広島県立可部高等学校在学中にテレビに出たことがきっかけで、1974年に高校卒業後すぐ上京、翌年夏に歌手としてデビュー。最初に所属した事務所は、秀和代官山レジデンス(渋谷区猿楽町)9階にあった三芳プロダクション。
松竹映画『愛と誠・完結編』に主演し、主題歌もヒットするが、その後は俳優として活躍する。
1976年、団時朗、草刈正雄に次ぐ、資生堂の男性化粧品MG5の三代目キャラクターに選出されCMなどに出演したことでも有名。
ボウリングが得意で、若い頃はプロボウラーテストを受験したこともある。
2006年8月、全国11箇所で再演された舞台『IMAGINE 9.11』に出演、以後毎年上演される同公演に出演。
かつてはアクターズプロモーションに所属していた。
2016年11月4日『爆報! THE フライデー』によると、2015年12月、32歳年下のダンサーと再婚し、2016年9月10日に第一子となる女児が誕生。前妻との離婚の際に前妻に全財産を渡したため貯金もなく、結婚後は再婚した妻の祖母の自宅に居候していると当時報じられた。

## 出演

### テレビドラマ
- 同心部屋御用帳 江戸の旋風II（1976年 - 1977年、フジテレビ） - 三枝源三郎
- いごこち満点（1976年、TBS）
- 華麗なる刑事（1977年、フジテレビ / 東宝） - 西沢刑事
- 刑事犬カール（1977年 - 1978年、TBS） - 大島孝司
- ふしぎ犬トントン（1978年、フジテレビ） - 大介
- 鉄道公安官（1979年 - 1980年、テレビ朝日 / 東映） - 星野一
- 西部警察（1980年 - 1981年、テレビ朝日 / 石原プロ） - 桐生一馬
- 秘密のデカちゃん 第6話「父?がお見合い、ああフケツ!!」（1981年、大映テレビ / TBS） - 田所
- ポーラテレビ小説 愛をひとつまみ（1981年、TBS） - 高木俊介
- 特捜最前線（テレビ朝日 / 東映）
  - 第238話「刑事無情・あいつが愛した悪い女」（1981年）
  - 第343話「汚職官僚の妻!」（1983年） - 田村
- 同心暁蘭之介 第22回「恐怖の町」（1982年3月11日、フジテレビ） - 朝吉
- 水戸黄門（TBS / C.A.L）
  - 第13部 第11話「悪を縛った伊賀の組紐 -伊賀上野-」（1982年12月27日） - 英次
  - 第14部 - 南部直房
    - 第8話「陰謀砕いた薪能 -盛岡-」（1983年12月19日）
    - 第9話「悪を蹴散らす南部駒 -八戸-」（1983年12月26日）

  - 第16部 第1話「水戸黄門 - 水戸-」（1986年4月28日） - 富田新八郎
  - 第20部 第17話「秘伝盗みの弟子修行 -唐津-」（1991年3月4日） - 辰之助
  - 第33部 第22話「大対決!八百八町は日本晴れ（2時間スペシャル） -江戸-」（2004年9月20日） - 黒崎又兵衛
  - 水戸黄門 (BS-TBS版)第2シリーズ(第45部) 第3話「母恋し歌う馬子唄 -日田-」（2019年6月2日、BS-TBS） - 橘兵衛之介
- 大岡越前 第14部 第12話「偽証に悩む男の良心」（1996年、TBS / C.A.L） - 清吉
- 源九郎旅日記 葵の暴れん坊 第15話「極楽とんぼのひとり旅」（1982年、テレビ朝日 / 東映） - 繁次
- 土曜ワイド劇場 三毛猫ホームズの狂死曲・バイオリン連続殺人（1982年 テレビ朝日 / 東映） - 古田武
- 太陽にほえろ! 第533話「後輩」（1982年、日本テレビ / 東宝） - 谷口アキオ
- 暁に斬る! 第11話「男と女の異国船」（1982年、関西テレビ / ヴァンフィル）
- 眠狂四郎無頼控 第2話「生肝頂戴つかまつる」（1983年、テレビ東京） - 大導寺兵庫
- 遠山の金さん（ANB / 東映）　※高橋英樹版
  - 第1シリーズ 
    - 第70話「悪女の陰謀・死体だけが知っている!」（1983年）- 井上平四郎
    - 第133話「危険な密会・くれない族の乱舞!」（1985年）- 峯吉
- ザ・サスペンス 金田一耕助の傑作推理 獄門岩の首（1984年、TBS）
- 怪人二十面相と少年探偵団II（1984年、関西テレビ） - 明智小五郎
- 月曜ドラマランド 豆姫さま漫遊記（1984年、フジテレビ）
- 必殺シリーズ（朝日放送 / 松竹）
  - 必殺渡し人 第7話「お化け屋敷で渡します」（1983年） - 伊助
  - 必殺仕事人IV 第24話「秀 空中で闘う」（1984年） - 矢七
  - 必殺仕事人V・激闘編 第31話「加代、究極の美男に惚れる」（1986年） - 喜之助
  - 必殺仕事人・激突! 第8話「新門辰五郎のまとい」（1991年） - 金次
- 新・大江戸捜査網 第6話「女隠密やわ肌勝負」（1984年、テレビ東京 / ヴァンフィル） - 伊之助
- 婦警候補生物語（1985年、日本テレビ）
- 私鉄沿線97分署 第39話「あたって砕けてバドミントン」（1985年、テレビ朝日 / 国際放映）
- 年末時代劇スペシャル（日本テレビ）
  - 忠臣蔵（1985年） - 橋本平左衛門
  - 白虎隊（1986年） - 高崎左太郎
  - 田原坂（1987年） - 中島建之
  - 奇兵隊（1989年） - 伊藤軍八
- 誇りの報酬 第44話「横浜ラブストーリー」（1986年、日本テレビ / 東宝） - 森山アキラ
- 赤いシュート!（1986年 - 1987年、関西テレビ）
- 妻の知らない夫の顔（1986年、TBS）
- ジャングル 第16話「警官が狙われた!」（1987年、日本テレビ / 東宝） - 志村
- 銭形平次 第7話「猫が見ていた」（1987年、日本テレビ / ユニオン映画） - 佐吉
- 月曜・女のサスペンス「青函特急から消えた男 仙台・青森・札幌 女ふたり連続殺人行」（1988年、テレビ東京） - 堀
- 長七郎江戸日記 （日本テレビ / ユニオン映画）
  - 第2シリーズ
    - 第4話「手折られた白梅」（1988年） - 八田小十郎
    - 第45話「銃声に謎あり」（1989年）- 朝吉
- 名奉行 遠山の金さん 第1シリーズ 第21話「消えた三万両!?」（1988年、テレビ朝日 / 東映） - 佐吉
- 暴れん坊将軍（テレビ朝日 / 東映）
  - 暴れん坊将軍III
    - 第25話「悲恋花は二度散る」（1988年） - 伊佐吉

  - 暴れん坊将軍V
    - 第23話「おんな盗賊の恋、吉宗にしかけられた天下の大陰謀（スペシャル）」（1993年） - 日照（直次郎）

  - 暴れん坊将軍VI
    - 第29話「悲恋を斬る武士道」（1995年） - 加納源太郎

  - 暴れん坊将軍VIII
    - 第9話「彼女を賭けた決闘!」（1997年） - 柳生兵庫

  - 暴れん坊将軍IX
    - 第4話「哀れ! 身売り娘を生む参勤交代」（1998年） - 片桐左京亮

  - 暴れん坊将軍X
    - 第9話「小町娘連続殺人!美人浮世絵師が死を招く」（2000年） - 宇佐美図書
- 復讐に燃えて（1989年、毎日放送）
- 八百八町夢日記 第1シリーズ SP「夢を追って」（1989年、日本テレビ / ユニオン映画） - ジュアン
- 風雲!真田幸村 第19話「決戦近し!!家康暗殺指令」（1989年、テレビ東京 / 東映） - 島弦四郎
- 時代劇スペシャル 銭形平次（1990年、フジテレビ / 東映）
- 風流太平記 「密命」（1990年、日本テレビ / ユニオン映画） - 斧田又平
- 火曜サスペンス劇場 （日本テレビ）
  - 「フルムーン旅情ミステリー2・みちのく殺人事件」（1990年）
  - 「小京都ミステリー2・飛騨高山連続殺人事件」（1990年） - 元木正彦
  - 「山岳ミステリー4・津軽竜飛岬風の殺意」（1991年）
  - 「犯罪心理分析官3」（1997年） - 今泉署長
  - 「小京都ミステリー24・吉備津鳴釜殺人事件」（1998年） - 喜多見史郎
  - 「警視庁鑑識班10」（2000年） - 橋田智幸
  - 「身辺警護6」（2000年） - 貴原周一
- 銭形平次（フジテレビ / 東映） ※北大路欣也版
  - 第1シリーズ 第1話「九尾の狐」（1991年） - 新助
  - 第2シリーズ 第10話「まぼろしの女」（1992年） - 杉村秀之助
  - 第5シリーズ 第4話「疑惑の果て」（1995年） - 長太郎
- 幕府お耳役檜十三郎 最終話「闇の裁き!小判に抱かれて死ね」（1991年、テレビ東京 / 松竹）
- 新・三匹が斬る! 第17話「母恋し、狐涙の妖怪変化」（1993年、テレビ朝日 / 東映） - 藤本拓馬
- フラワープリンセス（1992年 - 1993年、フジテレビ）
- HOTEL（TBS / 近藤照男プロダクション）
  - 第3シリーズ 第9話「部屋を間違えた女」（1994年6月2日）- 沢村
  - 第4シリーズ 第8話「ハンバーガー事件」（1995年6月1日） - 沢木
- 殿さま風来坊隠れ旅 第12話「二人の夫を持つ女」（1994年、テレビ朝日 / 東映） - 高林喜一郎
- あばれ医者嵐山 第8話「おもかげ」（1995年、テレビ東京） - 亥之吉
- 鬼平犯科帳 第8シリーズ 第4話「眼鏡師市兵衛」（1998年、フジテレビ / 松竹） - 三雲の利八
- 仮面天使ロゼッタ（1998年、テレビ東京） - 影虎錠
- 金曜エンタテイメント おだまりコンビ3（2000年、フジテレビ） - 伊吹孝
- ドラマ30 幼稚園ゲーム3（2003年 - 2004年、CBC） - 岩本園長
- ケータイ刑事 銭形零 2ndシリーズ（2005年、BS-TBS） - 鳥白弁蔵
- 水曜ミステリー9 さすらい署長 風間昭平3「えちご恋人岬殺人事件」（2005年、テレビ東京） - 武本
- 月曜ゴールデン 上条麗子の事件推理6（2009年、TBS）
- 坂の上の雲（2010年、NHK総合） - 稲生真履
- NHKハイビジョン特集「日本のいちばん長い夏」（2010年7月31日、NHK BShi） - 南部伸清
- 相棒 season10 第16話「宣誓」（2012年2月15日、テレビ朝日 / 東映） - 益田芳往
- 月曜ゴールデン ホームドクター・神村愛1「死期迫る患者の莫大な遺産!」（2012年4月9日、TBS） - 小田征次
- 黒の女教師 第2話（2012年7月27日、TBS） - 長見征治
- 土曜ワイド劇場 司法教官・穂高美子3（2014年、テレビ朝日） - 白鳥太一
- 深夜食堂 第3部 第27話（2014年12月、TBS） - 晃一
- 大岡越前スペシャル（2017年1月3日、NHK BSプレミアム） - 川口竜之助
- テミスの剣（2017年9月27日、テレビ東京）
- 金曜プレミアム 京都殺人案内（2018年、フジテレビ） - 五十嵐史郎
- 鳴門秘帖（2018年、NHK BSプレミアム） - 松平左京之介
- 日曜プライム おかしな刑事23（2020年、テレビ朝日） - 池谷昇

### 映画
- 青春の構図（1976年、松竹）
- 愛と誠・完結編（1976年、松竹） - 大賀誠
- 片翼だけの天使（1986年、ヘラルド・エース） - 金岩
- ウルトラマンティガ THE FINAL ODYSSEY（2000年、松竹） - サエキ
- 風雲児 長者番付に挑んだ男（2006年、エイ・エム・シー）
- 日本のいちばん長い夏（2010年） - 南部伸清
- マッドドッグ（2011年、メディア・ワークス） - 任龍会組長 トムラ（ジンの父）

### Vシネマ
- 彼女2（1990年、アスミック） - 田沼
- コードネーム348 女刑事サシバ（1990年、松竹） - 片桐
- 大予言/復活の巨神（1992年、バンダイビジュアル） - 堂本英樹/王子ジーク
- 雀鬼4 麻雀代理戦争（1994年、竹書房） - 南雲成人
  - 雀鬼4 麻雀代理戦争（1994年、竹書房）
  - 雀鬼5 完結篇 ひとりだけの引退試合（1995年 竹書房）
- 雀鬼 外伝 東海道麻雀無宿（1996年 竹書房、監修：桜井章一） - 主演・桜井章一
- 難波金融伝・ミナミの帝王14 アリバイ証明の罠（2000年、ケイエスエス）
- 麻雀飛龍伝説 天牌12・（2001年・2002年、ケイエスエス） - 入星祥吾
- 実録・山陽道やくざ戦争 覇道 完結編（2003年、GPミュージアム） - 共政会 山田久
- 野獣(クーガ)の城 女囚1316 （2004年、GPミュージアム） -  特殊工作員養成所 所長 サカモト
- 首領への道24（2005年、GPミュージアム） - 白虎会組員 浜中正治
- 誇り高き野望 1、2、4話（2005年、アネック） - 堂本組若頭 東条光輝
- 首領がゆく シリーズ（2006年） - 角田義男
  - 首領がゆく1,2（2006年） - 浅草川一家若頭
  - 首領がゆく3（2006年） - 浅草川一家五代目総長
- ゾク議員 第二部（2007年） - 市議会議長 橋本誠司
- 大阪やくざ戦争 誤爆の代償（2007年、GPミュージアム） - 山賀組系坂戸組組長
- 実録・絶縁状（2007年、GPミュージアム） - 権藤組舎弟頭 浅見史郎
- 極道の紋章 第参章（2007年、GPミュージアム） - 旭西会若頭 柳田組組長 柳田恭介
- 新・首領への道 シリーズ（2008年・2009年、GPミュージアム） - 侠山会若頭 神沢ケンヤ
  - 新・首領への道3（2008年10月25日）
  - 新・首領への道4（2009年1月25日）
  - 新・首領への道5（2009年4月25日）
  - 新・首領への道6（2009年7月25日）
- 白竜6 仁義の火群(ほむら)（2008年、GPミュージアム） - 福岡 二代目南州組若頭 広井精一（白川竜也と兄弟分）
- ビジネスマン必勝講座 ヤクザに学ぶカリスマ性（2008年）実例3「A組長の人心掌握術」 - A組長
- 稲穂の無頼（2009年、GPミュージアム）全2作 - 蒼龍組松田一家総長 松田英明
- 千年の松 完結篇（2009年、GPミュージアム） - 松葉会会長 菊池徳勝
- 九州激動の1520日 新・誠への道（2009年、GPミュージアム） - 二代目雄仁会副理事長 二代目園田組組長 山中貞美
- 兄弟の墓場（2010年、GPミュージアム） - 山路組十和田一家若頭補佐 天吉組総長 天野光吉
  - 兄弟の墓場 完結編（2010年、GPミュージアム） - 山路組十和田一家三代目総長 初代天吉組総長 天野光吉
- 白竜10 白竜VS.黒竜（2010年年、GPミュージアム） - 村尾建設営業総括部長 鬼島岩男
- 実録・大阪・ミナミの顔（2010年、GPミュージアム） - 鮫島組組長 鮫島巌夫
- 鳳3,4（2010年、GPミュージアム） - 天地会会長 天外綺堂
- 裏盃の軍団（2010年、GPミュージアム） - 大門組組長 大門晴信
- 新・日本暴力地帯（2010年、GPミュージアム） - 矢野組組長 矢野徳市
- 不動（2011年、GPミュージアム） - 関東木曜会七代目江戸坂組組長 茂森吉直
- 実録・若頭 完結編（2011年、GPミュージアム） - 三代目山神組 組長代行 谷広組組長 谷本広志
- バウンティハンター（2011年、GPミュージアム） - 東京BAIL BONDS社長
- 天獄の島1・2（2011年、GPミュージアム）
- 極秘潜入捜査官 D.D.T. 2（2011年、GPミュージアム） - 伍城組組長
- 新・野望の軍団 第二部（2011年、GPミュージアム） - 仁王会会長
- 修羅の覇道（2011年、GPミュージアム） - 五代目眞皇会会長補佐 鎌倉一家七代目総長 藤堂政光
- リベンジ〜血の報復〜（2011年、GPミュージアム）
- 跡目奪還（2011年、オールインエンタテインメント） - 神園一家矢車組組長 矢車
- 極道忠臣蔵（2011年、オールインエンタテインメント）
- 首領の道（2011年、オールインエンタテインメント） - 狩野組四天王 若槻組組長 若槻龍二
- 彷徨う侠たち（2012年、オールインエンタテインメント）
- 仁義の戦い（2012年、オールインエンタテインメント） - 三代目神宮会新田組組長
- 激動の疵（2012年、オールインエンタテインメント）
- 彷徨う侠たち（2012年） - 侠雄連合幹事長 山波
- 伝説になった男たち（2012年、オールインエンタテインメント）
- 赤と鉄〜再生倶楽部(RE-BORN CLUB)〜（2013年、オールインエンタテインメント）
- チンピラ2（2013年、オールインエンタテインメント）
- 日本統一2・3・7（2013年,2014年、オールインエンタテインメント） - 兵庫県警刑事 クワバラ
- 極道の紋章 外伝（2014年、オールインエンタテインメント）- 広島 八神組組長
- 三代目代行（2014年、オールインエンタテインメント） - 関東黒鉄連合若頭補佐筆頭 竹脇組組長 竹脇健児
- 新・極道の紋章1・2・3（2014年、オールインエンタテインメント） - 宝竜会会長 串田聡
- 制覇9・10・11（2017年、オールインエンタテインメント） - 東京五等連合 丸富会総裁 北条健一郎
- 極道天下布武（2017年、オールインエンタテインメント） - 越後 上村組若頭補佐 宇川定満
- 極道黙示録（2017年、オールインエンタテインメント） - 侠尽会会長 大郷
- 極道の門（2018年・2020年、オールインエンタテインメント） - 築港 大浜組組長 大浜鶴吉
  - 極道の門 第一部（2018年1月25日）
  - 極道の門 第四部（2018年7月25日）
  - 極道の門 第五部（2018年9月25日）
  - 極道の門 第六部（2020年2月25日）
  - 極道の門 第七部（2020年4月25日）
- 我王伝（2018年、オールインエンタテインメント） - 龍侠会会長 幸島忠宗
- 日本統一30・31・32（2018年、オールインエンタテインメント） - 兵庫県警刑事 クワバラ

### 情報・バラエティー番組
- ザ・スターボウリング（1978年 - 1998年、テレビ東京） - プロ並みの実力で、番組の顔ともいえる常連ゲストだった。
- タケちゃんの思わず笑ってしまいました2（1983年、フジテレビ） - 刑事コントに出演（スニーカー刑事役）
- 連想ゲーム（1987年、NHK総合）
- 馬・疾走伝説（1988年、テレビ東京）
- ダウンタウンのごっつええ感じ（1992年） - 「ラブラブファイヤー」コント中にボウリングの名手として出演
- コメディお江戸でござる（NHK総合）

### 舞台
- レ・ミゼラブル（1997年） - ジャベール
- チームIMAGINE特別公演 らめらめ（2010年5月18日 - 23日、八幡山ワーサルシアター）

## 音楽

### シングル
| 発売日         | 規格      | 規格品番  | 面        | タイトル               | 作詞       | 作曲       | 編曲       |
| CBSソニー      | CBSソニー | CBSソニー | CBSソニー | CBSソニー              | CBSソニー  | CBSソニー  | CBSソニー  |
| -------------- | --------- | --------- | --------- | ---------------------- | ---------- | ---------- | ---------- |
| 1975年6月21日  | EP        | SOLB-278  | A         | エロスの海             | 山口洋子   | 中村泰士   | 穂口雄右   |
| 1975年6月21日  | EP        | SOLB-278  | B         | 夏草                   | 山口洋子   | 中村泰士   | 穂口雄右   |
| 1975年11月1日  | EP        | SOLB-333  | A         | 愛を探して             | 山口洋子   | 中村泰士   | 馬飼野俊一 |
| 1975年11月1日  | EP        | SOLB-333  | B         | 星がみていた           | 山口洋子   | 中村泰士   | 馬飼野俊一 |
| 1976年4月21日  | EP        | SOLB-410  | A         | 風の中の純情           | 山口洋子   | 中村泰士   | 竜崎孝路   |
| 1976年4月21日  | EP        | SOLB-410  | B         | さすらい               | 山口洋子   | 中村泰士   | 竜崎孝路   |
| 1976年10月21日 | EP        | 06SH-79   | A         | 愛と誠                 | 梶原一騎   | 三佳令二   | 田辺信一   |
| 1976年10月21日 | EP        | 06SH-79   | B         | 白い馬の騎士（ナイト） | 梶原一騎   | 三佳令二   | 田辺信一   |
| 1977年3月1日   | EP        | 06SH-266  | A         | 異国へ逃げたい         | 岡田冨美子 | 城賀イサム | 高田弘     |
| 1977年3月1日   | EP        | 06SH-266  | B         | 純清まがり角           | 岡田冨美子 | 城賀イサム | 高田弘     |
| 1978年6月21日  | EP        | 06SH-354  | A         | 君のかおりに酔わされて | 中村麻智子 | 平尾昌晃   | 高田弘     |
| 1978年6月21日  | EP        | 06SH-354  | B         | 私のたからもの         | 中村麻智子 | 平尾昌晃   | 高田弘     |

### アルバム
| 発売日        | 規格      | 規格品番  | アルバム |
| CBSソニー     | CBSソニー | CBSソニー | CBSソニー |
| ------------- | --------- | --------- | --- |
| 1978年4月21日 | LP        | 25AH-425  | 加納竜・ファースト Side:A 1. 異国へ逃げたい 2. 風の中の純情 3. 約束事 4. エロスの海 5. さすらい 6. 泣けと言う夕日 Side:B 1. 女友達 2. 夏草 3. 秘密 4. 橋のある風景 5. おちびさん 6. 純情まがり角 |
| 2012年12月7日 | CD        | DYCL-241  | GOLDEN☆BEST limited 加納 竜 1. エロスの海 2. 夏草 3. 愛を探して 4. 星がみていた 5. 風の中の純情 6. さすらい 7. 愛と誠 8. 白い馬の騎士（ナイト） 9. 異国へ逃げたい 10. 純情まがり角 11. 君のかおりに酔わされて 12. 私のたからもの 13. 約束事 14. 泣けと言う夕日 15. 女友達 16. 秘密 17. 橋のある風景 18. おちびさん |